# Discografia di Alizée
La discografia di Alizée è attualmente composta da sei album di inediti, un album dal vivo, una raccolta e diciassette singoli (due però distribuiti solo in Messico), di cui dodici accompagnati da altrettanti video musicali.
Nonostante non faccia parte dei singoli pubblicati da Alizée, per il brano Amélie m'a dit (presente tra le canzoni dell'album Mes courants électriques) è stato creato un videoclip per la promozione dell'album live Alizée en concert, con scene tratte dalla tournée della cantante svoltasi tra la fine del 2003 e l'inizio del 2004.

## Album
| Francia | Belgio (Vallonia)        | Finlandia | Svizzera | Paesi Bassi | Austria | Messico | Italia |    |    |    |
| 2000    | Gourmandises             | Studio    | 1        | 7           | 26      | 27      | 36     | 40 | -  | 27 |
| 2003    | Mes courants électriques | Studio    | 2        | 9           | -       | 13      | -      | -  | -  | -  |
| 2004    | Alizée en concert        | Live      | 38       | 70          | -       | -       | -      | -  | 8  | -  |
| 2007    | Psychédélices            | Studio    | 16       | 50          | -       | 99      | -      | -  | 15 | -  |
| 2007    | Tout Alizée              | Raccolta  | -        | -           | -       | -       | -      | -  | 22 | -  |
| 2010    | Une enfant du siècle     | Studio    | 24       | 60          | -       | -       | -      | -  | -  | -  |
| 2013    | 5                        | Studio    | 23       | 41          | -       | -       | -      | -  | -  | -  |
| 2014    | Blonde                   | Studio    | 20       | 19          | -       | 79      | -      | -  | 51 | -  |

## Singoli
| Anno | Titolo                                      | Classifiche | Classifiche | Classifiche | Classifiche       | Classifiche      | Classifiche | Classifiche | Classifiche | Classifiche | Classifiche | Album                    |
| Anno | Titolo                                      | Italia      | Francia     | Paesi Bassi | Belgio (Vallonia) | Belgio (Fiandre) | Austria     | Regno Unito | Danimarca   | Svizzera    | Svezia      | Album                    |
| ---- | ------------------------------------------- | ----------- | ----------- | ----------- | ----------------- | ---------------- | ----------- | ----------- | ----------- | ----------- | ----------- | ------------------------ |
| 2000 | Moi... Lolita                               | 1           | 2           | 2           | 2                 | 4                | 5           | 9           | 9           | 11          | 52          | Gourmandises             |
| 2000 | L'alizé                                     | -           | 1           | 63          | 5                 | 12               | 52          | -           | -           | 23          | -           | Gourmandises             |
| 2001 | Parler tout bas                             | -           | 12          | -           | 15                | -                | -           | -           | -           | -           | -           | Gourmandises             |
| 2001 | Gourmandises                                | -           | 14          | -           | 21                | -                | 14          | -           | -           | 70          | -           | Gourmandises             |
| 2003 | J'en ai marre! (I'm Fed Up)                 | 23          | 4           | -           | 21                | 18               | 43          | -           | -           | 5           | 57          | Mes Courants Électriques |
| 2003 | J'ai pas vingt ans (I'm Not Twenty)         | -           | 17          | -           | 20                | 3                | 60          | -           | -           | 60          | -           | Mes Courants Électriques |
| 2003 | À contre-courant                            | -           | 22          | -           | 20                | 10               | -           | -           | -           | 64          | -           | Mes Courants Électriques |
| 2007 | Mademoiselle Juliette                       | -           | 22          | -           | 4                 | -                | -           | -           | -           | -           | -           | Psychédélices            |
| 2008 | Fifty-Sixty                                 | -           | -           | -           | 23                | -                | -           | -           | -           | -           | -           | Psychédélices            |
| 2008 | Lily Town (solo per il Messico)             | -           | -           | -           | -                 | -                | -           | -           | -           | -           | -           | Psychédélices            |
| 2008 | La Isla Bonita (cover, solo per il Messico) | -           | -           | -           | -                 | -                | -           | -           | -           | -           | -           | Psychédélices            |
| 2010 | Les collines (Never Leave You)              | -           | -           | -           | -                 | -                | -           | -           | -           | -           | -           | Une enfant du siècle     |
| 2010 | Limelight                                   | -           | -           | -           | -                 | -                | -           | -           | -           | -           | -           | Une enfant du siècle     |
| 2012 | A Cause de l'Automne                        | -           | -           | -           | -                 | -                | -           | -           | -           | -           | -           | 5                        |
| 2013 | Je vieux bien                               | -           | -           | -           | -                 | -                | -           | -           | -           | -           | -           | 5                        |
| 2014 | Blonde                                      | -           | -           | -           | -                 | -                | -           | -           | -           | -           | -           | Blonde                   |
| 2014 | Alcaline                                    | -           | -           | -           | -                 | -                | -           | -           | -           | -           | -           | Blonde                   |

## Album video
- Alizée en concert (2004) (Disco D'Oro in Messico 10 000 copie)[17]

## Raccolta
- Tout Alizée (2007) (solo per il Messico)